# Stéphane Rambaud
Pour les articles homonymes, voir Rambaud.
Stéphane Rambaud, né le 5 avril 1960 à Alger (Algérie française), est un commissaire de police et homme politique français. Membre du Rassemblement national, il est élu député dans la 3e circonscription du Var en 2022 et 2024.
Il est également conseiller régional de Provence-Alpes-Côte d'Azur depuis 2021.

## Biographie

### Vie privée⁣
Stéphane Rambaud né le 5 avril 1960 à Alger (Algérie française).
Il travaille au sein de la police nationale durant 37 ans. Il est passé par plusieurs commissariats dont ceux de Mantes-la-Jolie, Cayenne, Rodez, Saint-Brieuc, Annecy avant d'arriver à Toulon où il dirige la police de proximité. Il pratique le judo depuis 1968

### Parcours politique
En 2021 après avoir pris sa retraite dans la police nationale, il adhère au Rassemblement national. Il est rapidement élu conseiller régional en Provence-Alpes-Côte d'Azur lors des élections régionales de juin 2021.
Candidat désigné par le Rassemblement national dans la troisième circonscription du Var pour les élections législatives de 2022, il arrive en deuxième position au premier tour, avec 27,03 %, derrière la candidate du groupe Ensemble Isabelle Montfort, contre qui il l'emporte au second tour avec 50,42 % des suffrages exprimés,. Il succède à Édith Audibert.
Aux élections législatives de 2024, à la suite de la dissolution de l’Assemblée nationale par Emmanuel Macron, il est réélu dans la même circonscription au second tour. Dès le premier tour, le 30 juin 2024, il est largement en tête avec 46,51 % des suffrages exprimés. Au second tour, il totalise 53,11% des suffrages exprimés.